# Campodea
Genre
Synonymes
- Indocampa Silvestri, 1933[2]
- Monocampa Silvestri, 1932[2]

Campodea est un genre de diploures. 
Décolorés, dépourvus d'yeux et vivant en contact avec un substrat humide, ces arthropodes présentent deux longs cerques multiarticulés, ressemblant assez aux antennes. Ils mesurent de 1,3 à 5 mm de longueur. 
Essentiellement détritivores, ils consomment généralement des débris végétaux et du mycélium, mais peuvent se nourrir de minuscules invertébrés. 
Ils vivent le plus souvent en milieu forestier, sous des pierres partiellement enfoncées dans le sol. Ils craignent la sécheresse et peuvent s'enfoncer dans la terre, à la recherche d’humidité, si nécessaire.  

## Liste d'espèces
Selon BioLib (17 juillet 2016) :
- Campodea apennina Ramellini, 1998
- Campodea apula Silvestri, 1912
- Campodea aristotelis Silvestri, 1912
- Campodea arrabidae Wygodzinski, 1944
- Campodea augens Silvestri, 1936
- Campodea aurunca Ramellini, 1990
- Campodea barnardi Silvestri, 1932
- Campodea basiliensis Wygodzinski, 1941
- Campodea blandinae Condé, 1948
- Campodea boneti Silvestri, 1932
- Campodea campestre Ionescu, 1955
- Campodea catalana Denis, 1930
- Campodea chardardi Condé, 1947
- Campodea chionea Rusek, 1966
- Campodea codinai Silvestri, 1932
- Campodea coniphora Wygodzinski, 1941
- Campodea consobrina Condé & Mathieu, 1958
- Campodea corsica Condé, 1947
- Campodea cyrnea Condé, 1946
- Campodea delamarei Condé & Mathieu, 1958
- Campodea denisi Wygodzinski, 1941
- Campodea devoniensis Bagnall, 1918
- Campodea egena Condé, 1951
- Campodea emeryi Silvestri, 1912
- Campodea epirotica Condé, 1984
- Campodea escalerai Silvestri, 1932
- Campodea fragilis Meinert, 1865
- Campodea frascajensis Condé, 1946
- Campodea frenata Silvestri, 1912
- Campodea froggattii Silvestri, 1931
- Campodea gardneri Bagnall, 1918
- Campodea gestroi Silvestri, 1912
- Campodea giardi Silvestri, 1912
- Campodea goursati Condé, 1950
- Campodea grallesiensis Sendra & Condé, 1987
- Campodea grassii Silvestri, 1912
- Campodea hauseri Condé, 1978
- Campodea ilixonis Denis, 1932
- Campodea insulana Condé, 1953
- Campodea jolyi Condé, 1948
- Campodea kasiki Rusek, 1964
- Campodea kervillei Denis, 1932
- Campodea lankesteri Silvestri, 1912
- Campodea leclerci Bareth, 1985
- Campodea lubbocki Silvestri, 1912
- Campodea lusitana Wygodzinski, 1944
- Campodea machadoi Condé, 1951
- Campodea magna Ionescu, 1955
- Campodea majorica Condé, 1954
- Campodea malpighii Silvestri, 1912
- Campodea meinerti Bagnall, 1918
- Campodea merceti Silvestri, 1932
- Campodea minor Wygodzinski, 1944
- Campodea monspessulana Condé, 1953
- Campodea montana Ionescu, 1955
- Campodea navasi Silvestri, 1932
- Campodea neuherzi Condé, 1996
- Campodea oredonensis Condé, 1951
- Campodea pachychaeta Condé, 1946
- Campodea pagesi Condé & Mathieu, 1958
- Campodea patrizii Condé, 1953
- Campodea pempturochaeta Silvestri, 1912
- Campodea pieltaini Silvestri, 1932
- Campodea plusiochaeta Silvestri, 1912
- Campodea portacoeliensis Sendra & Jimenez, 1986
- Campodea posterior Silvestri, 1932
- Campodea pretneri Condé, 1974
- Campodea procera Condé, 1948
- Campodea propinqua Silvestri, 1932
- Campodea pseudofragilis Condé, 1984
- Campodea pusilla Condé, 1956
- Campodea quilisi Silvestri, 1932
- Campodea redii Silvestri, 1912
- Campodea remyi Denis, 1930
- Campodea rhopalota Denis, 1930
- Campodea ribauti Silvestri, 1912
- Campodea rocasolanoi Silvestri, 1932
- Campodea ruseki Condé, 1966
- Campodea sardiniensis Bareth, 1980
- Campodea sensillifera Condé & Mathieu, 1958
- Campodea silvestrii Bagnall, 1918
- Campodea silvicola Ionescu, 1955
- Campodea simulatrix Wygodzinski, 1941
- Campodea spelaea Ionescu, 1955
- Campodea sprovierii Silvestri, 1933
- Campodea staphylinus Westwood, 1842
- Campodea subdives Silvestri, 1932
- Campodea suensoni Tuxen, 1930
- Campodea taunica Marten, 1939
- Campodea taurica Silvestri, 1949
- Campodea tillyardii Silvestri, 1931
- Campodea tonnoiri Womersley, 1937
- Campodea tuxeni Wygodzinski, 1941
- Campodea vihorlatensis Paclt, 1961
- Campodea wallacei Bagnall, 1918
- Campodea waterhousei Womersley, 1937
- Campodea westwoodi Bagnall, 1918
- Campodea wygodzinskii Rusek, 1966
- Campodea zuluetai Silvestri, 1932

Selon Catalogue of Life (17 juillet 2016) :
- Campodea anacua Wygodzinsky, 1944
- Campodea californiensis Hilton, 1932
- Campodea chica Wygodzinsky, 1944
- Campodea correai Wygodzinsky, 1944
- Campodea escalerai Silvestri, 1932
- Campodea essigi Silvestri, 1933
- Campodea folsomi Silvestri, 1911
- Campodea fragilis Meinert, 1865
- Campodea hannahae Allen, 1995
- Campodea howardi Silvestri, 1911
- Campodea insidiator Bareth & Conde, 1958
- Campodea kellogi Silvestri, 1912
- Campodea lagardei Wygodzinsky, 1944
- Campodea lamimani Silvestri, 1933
- Campodea linsleyi Conde & Thomas, 1957
- Campodea lubbocki Silvestri, 1912
- Campodea ludoviciana Conde & Geeraert, 1962
- Campodea maya Silvestri, 1933
- Campodea meinerti Bagnall, 1918
- Campodea michelbacheri Conde & Thomas, 1957
- Campodea montgomeri Silvestri, 1911
- Campodea monticola Conde & Thomas, 1957
- Campodea montis Gardner, 1914
- Campodea morgani Silvestri, 1911
- Campodea ottei Allen, 2002
- Campodea pempturochaeta (Silvestri, 1912)
- Campodea plusiochaeta (Silvestri, 1912)
- Campodea repentina Conde & Thomas, 1957
- Campodea rhopalota Denis, 1930
- Campodea rossi Bareth & Conde, 1958
- Campodea schultzei Silvestri, 1933
- Campodea scopigera Conde & Thomas, 1957
- Campodea simulans Bareth & Conde, 1958
- Campodea staphylinus Westwood, 1852
- Campodea teresiae Conde & Thomas, 1957
- Campodea usingeri Conde & Thomas, 1957
- Campodea vagans Wygodzinsky, 1944

Selon ITIS (17 juillet 2016) :
- Campodea anacua Wygodzinsky, 1944
- Campodea californiensis Hilton, 1932
- Campodea chica Wygodzinsky, 1944
- Campodea correai Wygodzinsky, 1944
- Campodea escalerai Silvestri, 1932
- Campodea essigi Silvestri, 1933
- Campodea folsomi Silvestri, 1911
- Campodea fragilis Meinert, 1865
- Campodea hannahae Allen, 1995
- Campodea howardi Silvestri, 1911
- Campodea insidiator Bareth & Conde, 1958
- Campodea kellogi Silvestri, 1912
- Campodea lagardei Wygodzinsky, 1944
- Campodea lamimani Silvestri, 1933
- Campodea linsleyi Conde & Thomas, 1957
- Campodea lubbocki Silvestri, 1912
- Campodea ludoviciana Conde & Geeraert, 1962
- Campodea maya Silvestri, 1933
- Campodea meinerti Bagnall, 1918
- Campodea michelbacheri Conde & Thomas, 1957
- Campodea montgomeri Silvestri, 1911
- Campodea monticola Conde & Thomas, 1957
- Campodea montis Gardner, 1914
- Campodea morgani Silvestri, 1911
- Campodea ottei Allen, 2002
- Campodea pempturochaeta (Silvestri, 1912)
- Campodea plusiochaeta (Silvestri, 1912)
- Campodea repentina Conde & Thomas, 1957
- Campodea rhopalota Denis, 1930
- Campodea rossi Bareth & Conde, 1958
- Campodea schultzei Silvestri, 1933
- Campodea scopigera Conde & Thomas, 1957
- Campodea simulans Bareth & Conde, 1958
- Campodea staphylinus Westwood, 1852
- Campodea teresiae Conde & Thomas, 1957
- Campodea usingeri Conde & Thomas, 1957
- Campodea vagans Wygodzinsky, 1944

Selon NCBI (19 novembre 2024) :
- Campodea augens
- Campodea fragilis
- Campodea lankesteri
- Campodea lubbocki
- Campodea mondainii
- Campodea plusiochaeta
- Campodea silvestrii
- Campodea suensoni
- Campodea tillyardi

Selon Paleobiology Database (17 juillet 2016) :
- Campodea darwinii
- Campodea staphylinus